# Teodor Petrovici
Teodor Petrovici (n.1877, Telenestii- Vechi- d. secolul al XX-lea)- a fost parohul bisericii Ciuflea din Chișinău ( 1915), actualmente mănăstire.

## Biografie
A studiat la școala de la mănăstirea Hirbovat, a absolvit Seminarul Teologic (1894). In anul 1899 a fost transferat la biserica din Corjova, judetul Tighina. A început construcția școlii primare pentru fete, a organizat primul cor de cântece bisericești și laice, a înființat o cooperativă sătească, răscumpărând de la moșierul Nazarov peste 1000 de desetine de pământ. A deschis o ferma sătească. 
Din anul 1915 este preot la biserica Ciuflea din Chișinău. Este numit in fruntea comitetului de construcție a primului orfelinat pentru copii de război. Clădirea cu 2 etaje cuprindea și clase pentru învățătura și capela. Orfelinatul pentru copii era susținut de preoțime și îngrijit de maicile de la mănăstirile din Arhiepiscopie.
La 52 de ani și-a a continuat studiile, obținând licență în teologie, 1930. E profesor de religie la școala normală de fete, unde a predat până la pensionare